# Église Saint-Cyr-et-Sainte-Julitte de Pierre Ronde
L'église Saint-Cyr-et-Sainte-Julitte de Pierre Ronde est située sur le territoire de la commune de Beaumesnil, dans le département de l'Eure.

## Historique
C'est à l'origine un bâtiment du XIIe siècle dont il reste entre autres quelques soubassements et une partie des murs de la nef. Elle est rebâtie au XVe siècle. L'année 1746 inscrite sur le pignon date la reconstruction du chœur.
Abandonnée au milieu du XXe siècle, elle est vendue par la commune puis laissée à l'abandon jusqu'en 1991, lorsqu'elle est découverte par les membres d'une association,.
Elle est l'objet depuis cette date d'une restauration qui se termine en 2023.
De 2015 à 2018, les peintures de la nef du XVe siècle et du chœur du XVIIIe siècle ont été restaurées.

## Description
L'édifice comprend une nef et un chœur, de plan rectangulaire, qui s’achève par un chevet plat. La nef, plus élevée, est surmontée d’un clocher d’ardoise.